# Širvintos
Širvintos är en stad i Vilnius län i Litauen. Staden 5 966 har invånare år 2015. Den är huvudort i kommunen Širvintos.